# 艾因迪夫拉省
艾因迪夫拉省（阿拉伯语：‎）是阿尔及利亚北部的一个省，首府艾因迪夫拉。
艾因迪夫拉省分为14个县和36个市，位于首都阿尔及尔以西南。